# Wierna Rzeka (przystanek kolejowy)
Wierna Rzeka – przystanek kolejowy w Wiernej Rzece w województwie świętokrzyskim, w Polsce. Obsługuje lokalny ruch pasażerski do Kielc, Włoszczowy i Częstochowy.

## Ruch pasażerski
| Rok  | Wymiana pasażerska na dobę |
| ---- | -------------------------- |
| 2017 | 20-49                      |
| 2022 | 50-99                      |

Stacja powstała w okresie międzywojennym. Nazwa przystanku wzięła się od przepływającej w pobliżu Wiernej Rzeki (Łososina, Łośna), opisanej przez Stefana Żeromskiego w powieści pod tym samym tytułem.
Przystanek jest początkiem  żółtego szlaku turystycznego prowadzącego do Chęcin.

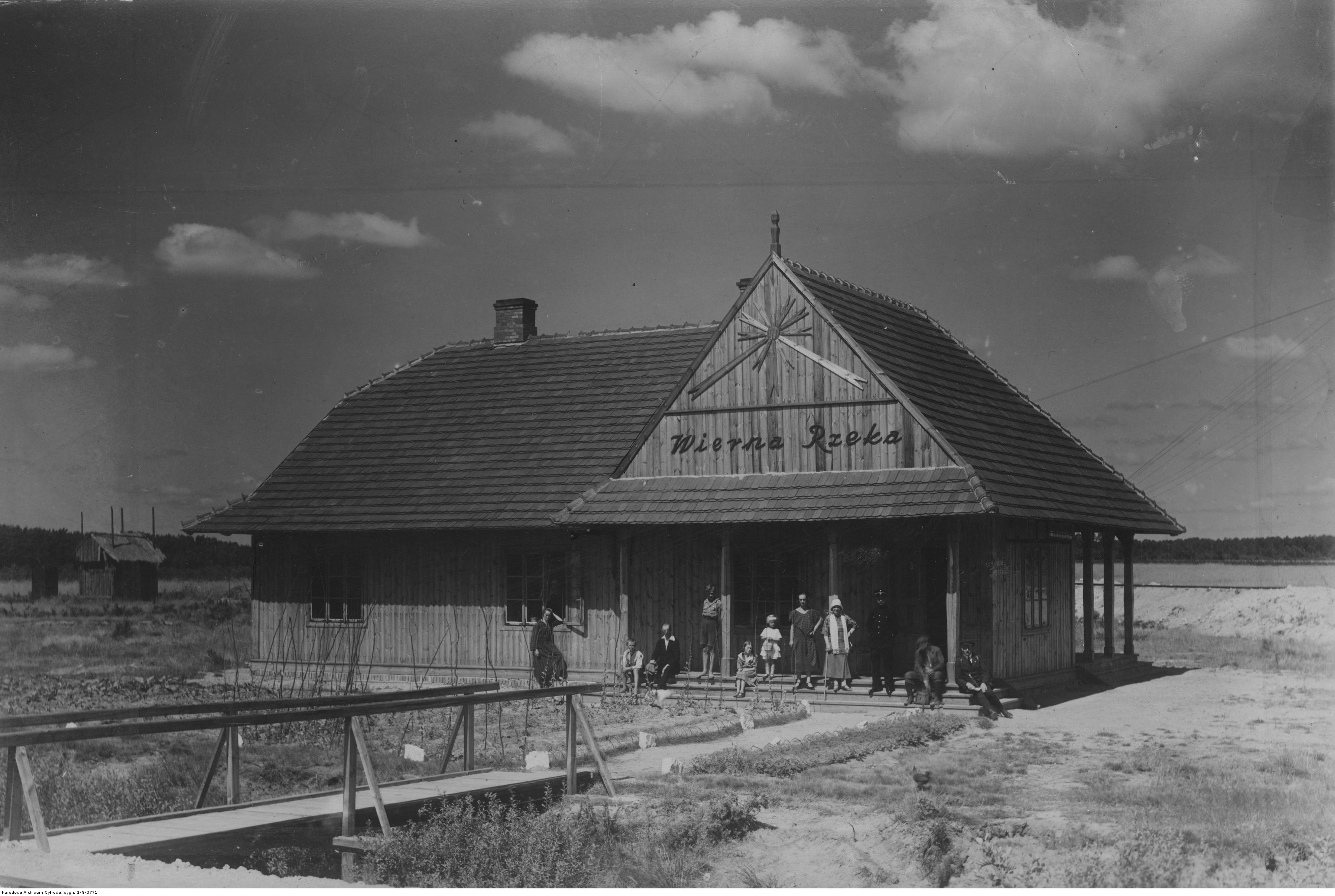
Stacja kolejowa w Wiernej Rzece, lata 30. XX w.